# Mats Wigerdal
Mats Gunnar Wigerdal, född 25 mars 1960 i Farsta, uppväxt i Huddinge, är en svensk musiker och antikhandlare. Han har spelat i en rad band, till exempel trummor i Porno Pop (1980), trummor i Kitchen and the Plastic Spoons (1980–1981), gitarr i Hörförståelse (1982) och synt, slagverk och sång i Ubangi (1982-1985). Wigerdal startade sitt eget band Oven and Stove (1987–1992) tillsammans med Thomas Öberg. När materialet från Robert Johnson and Punchdrunks album Fried on the Altar of Good Taste framfördes live 2000–2002 spelade Wigerdal de elektroniska instrumenten. 2009 startade han bandet SoundBurger tillsammans med Per Thorsell från Robert Johnson and Punchdrunks.
Mats Wigerdal drev sedan 1994 butiken Wigerdals Värld på olika platser i Stockholm. Där sålde han möbler, lampor, keramik, glas och  popkulturella kuriositeter från 1930-1980-talen. Den fysiska butiken stängdes i juni 2025. Verksamheten fortsätter via hemsidan. 
Lage Stone och Hans Rooth har skrivit boken Wigerdals värld : känd och okänd design från 50-, 60- och 70-talen (ISBN 91-37-12192-8)